# Pierre Ramond
Pierre Ramond ( /r ə ˈ m ɔː n d / né le 31 janvier 1943) est professeur de physique à l'Université de Floride à Gainesville, Floride. Il initie le développement de la Théorie des supercordes.

## Carrière académique
Pierre Ramond grandi et est élevé pour l’essentiel à Neuilly sur Seine où il effectue toute sa scolarité jusqu’au baccalauréat à Notre Dame de Saint Croix de Neuilly. 
Après y avoir obtenu son grand baccalauréat en 1961, il émigre aux États-Unis pour suivre une année d’étude au Newark College of Engineering (aujourd'hui New Jersey Institute of Technology) sur les conseils de son père alors ingénieur dans une société de génie civil basée dans le New Jersey. L’année d’étude se prolonge de trois années supplémentaires et Ramond obtient son Bachelor of Science in Electrical Engineering en 1965 puis obtient son doctorat en physique de l'Université de Syracuse en 1969. Il est postdoctorant au NAL (FermiLab) de 1969 à 1971. Il est instructeur à l'Université Yale de 1971 à 1973 et professeur adjoint à l'Université Yale de 1973 à 1976. Il part à Caltech en tant que Senior Fellow RA Millikan en 1976. Il est professeur de physique à l'Université de Floride en 1980 et promu à son titre actuel de "professeur émérite" en 1999.

## Théorie des supercordes
Ramond initie le développement de la théorie des supercordes. En 1970, Ramond généralise les travaux de Dirac pour les particules ponctuelles à celles en forme de cordes. Dans ce processus, il découvre la supersymétrie bidimensionnelle et jette les bases de la supersymétrie dans quatre dimensions de l'espace-temps. Il trouve le spectre des modes fermioniques dans la théorie des cordes et l'article lance la théorie des supercordes. À partir de cet article, André Neveu et John Schwarz développent une théorie des cordes avec à la fois des fermions et des bosons ,.
Selon la mécanique quantique, les particules peuvent être divisées en deux types : les bosons et les fermions. La distinction entre bosons et fermions est fondamentale. Les fermions sont des particules qui ont un spin demi-entier (1/2, 3/2, 5/2 et ainsi de suite), mesurés en unités de la constante de Planck et les bosons sont des particules qui ont un spin entier (0, 1, 2 et ainsi de suite), mesuré en unités de la constante de Planck. Des exemples de fermions sont les quarks, les leptons et les baryons. Les quantum de forces fondamentales telles que les gravitons, les photons sont tous des bosons. Dans la théorie quantique des champs, les fermions interagissent en échangeant des bosons.
La première théorie des cordes proposée par Yoichiro Nambu et d'autres en 1970 n'est qu'une corde bosonique. Ramond complète la théorie en inventant une corde fermionique pour accompagner les bosoniques. L'algèbre de Virasoro qui est l'algèbre de symétrie de la corde bosonique est généralisée à une algèbre superconforme (l'algèbre de Ramond, un exemple de super algèbre de Virasoro) incluant également des opérateurs anti-commutation.
En 1979, avec Murray Gell-Mann et Richard Slansky (en), il propose le mécanisme de bascule qui explique les petites masses de neutrinos dans le contexte des théories grand unifiées.

## Honneurs et récompenses
Ramond reçoit plusieurs prix pour ses contributions à la physique théorique. Il reçoit un Distinguished Alumnus Award du NJIT en 1990. Il est membre de l'American Physical Society en 1998, Membre de l'Académie américaine des arts et des sciences. Il reçoit le prix Boris Pregel en 1992 de l'Académie des sciences de New York; 2004 Médaille Oskar Klein décernée par l'Académie royale suédoise des sciences et l'Université de Stockholm; 2007 Prix Lise Meitner de l'Université technique Chalmers et de l'Université de Göteborg. En 2015, il reçoit le Prix Dannie-Heineman de physique mathématique. En 2020, avec André Neveu et Miguel Virasoro, il reçoit conjointement la Médaille Dirac du CIPT pour leurs contributions pionnières à la création et à la formulation de la théorie des cordes.
De plus, Ramond joue un rôle actif au service de sa profession en tant que scientifique et éducateur. Il est président du Aspen Center For Physics en 2006-2008; il est président du Sénat de la Faculté de l'Université de Floride en 2004-2005 et président de la Division des particules et des champs de l'American Physical Society en 2012.